# Powiat Feldkirchen
Powiat Feldkirchen (niem. Bezirk Feldkirchen) – powiat w Austrii, w kraju związkowym Karyntia. Siedziba powiatu znajduje się w mieście Feldkirchen in Kärnten.

## Geografia
Powiat całkowicie leży w Alpach Centralnych, szczycie Wöllaner Nock, północna część w grupie Alp Gurktalskich. Południową część powiatu obejmuje Kotlina Klagenfurcka, którą przepływa rzeka Glan i kończy się jeziorem Ossiacher.
Powiat Feldkirchen graniczy z następującymi powiatami: na północy Murau (w Styrii), na wschodzie Sankt Veit an der Glan, na  południu licząc od wschodu: z miastem statutarnym Klagenfurt am Wörthersee, powiatami Klagenfurt-Land, Villach-Land, Villach, na zachodzie z Spittal an der Drau.

## Historia
Powiat powstał w 1982, do tego czasu od 1903 był ekspozyturą polityczną.

## Transport
Główne drogi zbiegają się w Feldkirchen in Kärnten ze wszystkich kierunków, są to drogi krajowe: B93 (Gurktal Straße), B94 (Ossiacher Straße) i B95 (Turracher Straße). W dolinie Glan biegnie również linia kolejowa Rudolfsbahn.

## Podział administracyjny
Powiat podzielony jest na dziesięć gmin, w tym jedną gminą miejską (Stadt) oraz dziewięć gmin wiejskich (Gemeinde).
| Miasta 1. Feldkirchen in Kärnten (14 434) | Gminy 1. Albeck (978) 2. Glanegg (1778) 3. Gnesau (1027) 4. Himmelberg (2319) 5. Ossiach (897) 6. Reichenau (1717) 7. St. Urban (1559) 8. Steindorf am Ossiacher See (3852) 9. Steuerberg (1601) |
| (stan liczby mieszkańców 1 stycznia 2023) | |